# Kálium-hidrogén-szulfit
A kálium-hidrogén-szulfit (E228) egy fehér színű, instabil por, mely oxigén hatására kálium-szulfáttá alakul. Az élelmiszeriparban antioxidánsként, tartósítószerként használják leginkább a savas környezetben tartósított gyümölcsök, valamint borok készítésénél.
A kálium-hidrogén-szulfitot elsősorban erős gombaölő hatása miatt használják. Savas környezetben kénessavvá alakul, ezért tartósítószerként  is alkalmazzák. Oxidáló hatása miatt csökkenti a vitaminok koncentrációját. A szervezetbe kerülve a májban szulfáttá alakul, majd  a vizelettel távozik a szervezetből.
Napi ajánlott maximális mennyiség 0,7mg/testsúlykg. Szulfit-érzékenyeknél allergiás reakciókat válthat ki.